# Ella Balinska
Ella Balinska, née le 4 octobre 1996 à Londres, est une actrice britannique.
Elle est choisie pour jouer Jane Kano dans le film Charlie's Angels, nouveau volet de la série de films du même titre et suite de la série culte des années 1980 de Drôles de dames.

## Biographie

### Jeunesse et formation
Elle est la fille de Lorraine Pascale (en), une chef cuisinière et ancien top model célèbre dans les années 1990 et du comte Kaz Balinski-Jundzill, un homme d'affaires spécialisé dans l'industrie pétrolière.
Elle vit entre Londres et Los Angeles.
Elle fait ses études secondaires à la James Allen's Girls' School, puis se forme à la Guildford School of Acting. Elle pratique les arts martiaux avec l'Academy of Performance Combat. Elle est notamment une spécialiste du lancer du javelot. Elle a, par ailleurs, fréquenté des écoles d'éducation artistique de Londres.

### Carrière

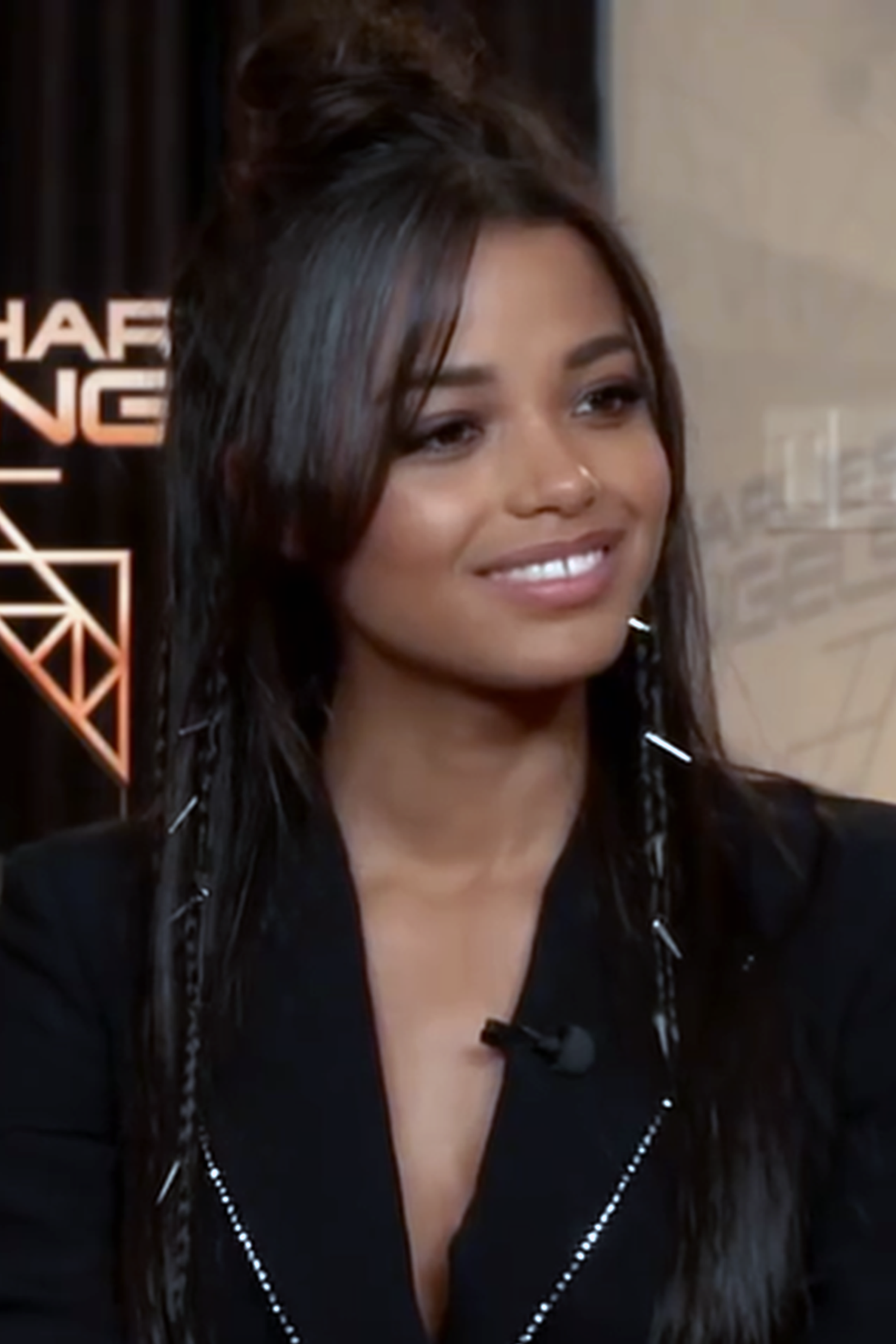
Lors de la promotion du film Charlie's Angels, en novembre 2019.

Après avoir tenu la vedette dans quelques courts et longs métrages indépendants, elle est choisie pour tenir le rôle titre d'une série intitulée, dans un premier temps, Nyela's Dream,, puis, The Athena. Elle décroche par la suite, des petits rôles dans des séries britannique comme Casualty et Inspecteur Barnaby.
En parallèle, elle occupe un poste de vendeuse, au rayon chaussures hommes du magasin Selfridges à Londres, qu'elle finit par quitter lorsqu'elle intègre la distribution du film Charlie's Angels, se déroulant dans la continuité de la série de films Charlie's Angels et de la série culte des années 1980 de Drôles de dames. Le film est réalisé et co-écrit par Elizabeth Banks. Elle y évolue aux côtés de Kristen Stewart et Naomi Scott, succédant ainsi à Drew Barrymore, Cameron Diaz et Lucy Liu dans les rôles principaux. Elle interprète le rôle de Jane Kano, le film sort à l'international, le 30 octobre 2019, et est distribué en fin d'année pour le public français,.
Durant cette période, elle passe des auditions afin d'incarner l'un des personnages emblématique de l'univers DC, Catwoman pour l'attendu The Batman de Matt Reeves mais le rôle est finalement attribué à l’actrice Zoë Kravitz.
Puis, elle est sélectionnée comme nouvelle ambassadrice du joaillier français Cartier avant d'être à l'affiche du film d'horreur Run Sweetheart Run de Shana Feste. Cette production est présentée lors du Festival du film de Sundance,,.
En 2020, elle annonce la liste des nominations pour la cérémonie des British Academy Film and Television Arts Awards aux côtés de l'acteur Asa Butterfield,.
En 2021, l'éditeur de jeu vidéo Square Enix, présente lors du showcase de Sony, un nouveau jeu vidéo intitulé Forspoken, qui est porté par la jeune actrice via la performance capture.

## Filmographie
Sauf indication contraire, les informations mentionnées dans cette section peuvent être confirmées par la base de données cinématographiques IMDb,  présente dans la section « Liens externes ».

### Cinéma

#### Longs métrages
- 2015 : Junction 9 de Sophia De-Souza et Krishna Dubasiya : Tanya Mason
- 2017 : A Modern Tale de Krishna Dubasiya : Esme
- 2019 : Charlie's Angels d'Elizabeth Banks : Jane Kano
- 2020 : Run Sweetheart Run de Shana Feste : Cherie
- 2024 : Skincare de Austin Peters : Jessica

#### Courts métrages
- 2015 : Thanatos d'Edward Zorab, Kostadin Stoimenov : Clarice Spinoza
- 2016 : Hunted de Kaz Balinski : Agent A. Wolf
- 2017 : Room : Meghan
- 2017 : Tiers of the Tropics d'Alex Sonnenberg : Orla
- 2017 : Clover de Krishna Dubasiya : Maya
- 2017 : 10 Men & Gwen d'Alex Sonnenberg : Cristina
- 2019 : Ru's Angels : Jane Kano (court-métrage promotionnel pour Charlie's Angels)

### Télévision

#### Séries télévisées
- 2018 : Casualty : Susie Barbour (1 épisode)
- 2018 : Inspecteur Barnaby : Grace Briggs (1 épisode)
- 2018 - 2019 : The Athena : Nyela Malik (26 épisodes)
- 2022 : Resident Evil : Jade Wesker

### Jeux vidéo
- 2023 : Forspoken : Frey Holland[21]

## Distinctions
Sauf indication contraire ou complémentaire, les informations mentionnées dans cette section proviennent de la base de données IMDb.

### Nominations
- Screen Nation Awards 2019 : Rising Star (prix de la révélation) pour The Athena
- National Film Awards 2020 : 
  - meilleure actrice pour Charlie's Angels
  - meilleur espoir pour Charlie's Angels
- Huading Awards 2020 : meilleur espoir pour Charlie's Angels